# Христианско-консервативная партия (Чили)
Христианско-консервативная партия (исп. Partido Conservador Cristiano) — ультраправая консервативная политическая партия в Чили, основанная в 2020 году. Входит в коалицию Христианско-социальный фронт.

## История
Истоки партии восходят к 2001 году, когда в Университете Консепсьона возникло движение «Орлы Иисуса» (Águilas de Jesús), призванное бороться за политическое пространство в университете. В движение входили как евангелисты, так и протестанты. Христианско-консервативная партия была основана 9 января 2020 года. Официально признана Избирательной службой Чили 30 октября 2020 года.
В 2021 году партия сформировала коалицию Христианско-социальный фронт вместе с Республиканской партией и поддержала кандидата в президенты от Республиканской партии Хосе Антонио Каста.

## Участие в выборах

### Парламентские выборы
| Выборы | Палата депутатов | Палата депутатов | Палата депутатов | Сенат   | Сенат  | Сенат   | Позиция |
| Выборы | Голосов          | %                | Мест             | Голосов | %      | Мест    | Позиция |
| ------ | ---------------- | ---------------- | ---------------- | ------- | ------ | ------- | ------- |
| 2021   | 40 560           | 0,64 %           | 1 из 155         | 65 262  | 1,40 % | 0 из 50 |         |

### Президентские выборы
| Выборы | Кандидат                            | 1-й тур   | 1-й тур | 2-й тур   | 2-й тур | Результат |
| Выборы | Кандидат                            | Голосов   | %       | Голосов   | %       | Результат |
| ------ | ----------------------------------- | --------- | ------- | --------- | ------- | --------- |
| 2021   | Хосе Антонио Каст (от коалиции ХСФ) | 1 961 779 | 27,91 % | 3 645 892 | 44,13%  | Поражение |